# Char Fiat 3000
Le char d'assaut Fiat 3000 était un char léger produit dans le royaume d'Italie, qui s'inspirait en partie de la conception développée par Renault sur le modèle FT, mais avec de profondes modifications. La conception débuta en 1918 mais la fin de la première Guerre Mondiale et la situation très difficile que connaissait l'Italie à cette époque, comme tous les pays ayant pris part au conflit, entraina des retards, ce qui eut pour conséquence que le premier exemplaire sera achevé seulement en 1920.
La première version du char est mise en service actif en 1921 dans l'Armée royale italienne sous l'appellation officielle char d'assaut FIAT 3000 Mod. 21. La commande originelle de 1 400 unités est alors réduite aux 100 exemplaires réceptionnés en 1921. Le Fiat 3000 était reconnu comme l'un des meilleurs blindés en service dans les armées d'Europe au début des années 1920. Premier char construit en série en Italie, il resta en service jusqu'en 1943.
À la fin des essais en 1923, la commission chargée des évaluations, présidée par le Général Costa, remet un rapport globalement positif sur les capacités du char Fiat, tout en émettant des réserves concernant l'efficacité d'un blindé léger armé uniquement de mitrailleuses, en l'occurrence deux S.I.A. de 6,5 mm. Elle propose le montage en tourelle d'un canon de 37 mm à tir rapide, armement plus approprié pouvant être utilisé contre d'autres chars ennemis.
En 1929, la variante "Fiat 3000 B" est validée par les autorités militaires. Elle comporte des améliorations de la motorisation, du train de roulement et de l'armement. Cette nouvelle version sera mise en service actif en 1930 et baptisée "Mod. 30". Les versions Mod. 30 étaient équipées d'un canon de 37/40. Cette nouvelle version, dont la désignation d'usine était "Fiat 3000 B" a été testée lors des grandes manœuvres de 1929 dans le Val Varaita, au Piémont.
Le "Fiat 3000 B" se distinguait du modèle précédent par une tourelle adaptée pour recevoir le canon (bien que l'armement de deux mitrailleuses jumelées soit toujours proposé), un moteur plus puissant, un train de roulement modifié, l'ajout d'une caisse sur la queue de franchissement et une plage moteur arrière redessinée. Ce nouveau modèle reçut en 1930 la dénomination de carro d'assalto Fiat 3000 mod.30. Au 1er janvier 1929, l'Esercito (armée de terre) avait passé commande à Fiat pour 28 exemplaires armés de canons et 24 armés de mitrailleuses. La commande pour les chars armés de canons fut ensuite portée à 37 exemplaires, plus deux exemplaires armés de mitrailleuses à convertir. Au total, au 3 février 1933, 136 exemplaires de Fiat 3000 étaient en service, tous modèles confondus.

## Caractéristiques techniques
Le char Fiat 3000 était un char léger doté d'un armement de petit calibre. Le blindage était composé de plaques boulonnées d'une épaisseur de 16 mm sur les parties les plus exposées et la tourelle, et de 6 mm sur le plancher du char et les trappes de visite du moteur.
L'équipage était composé de deux hommes, un chef de char installé dans la tourelle qui mettait en œuvre l'armement, et un pilote.

## Utilisation
Les premiers chars FIAT 3000 ont été mis à disposition de l'armée italienne en 1922 mais leur première utilisation effective adviendra en 1926 avec l'expédition en Libye d'une compagnie de chars FIAT 3000 Mod.21 dans le cadre des opérations contre la guérilla. Les chars de cette compagnie participèrent à la reconquête de l'oasis de Giarabub le 7 février 1926.
Les cent Fiat 3000 furent regroupés au sein du Reggimento Carri Armato, le premier régiment blindé italien, activé le 1er octobre 1927 composé de cinq bataillons de chars alignant une vingtaine d’engins et une centaine d’hommes chacun, ainsi qu’un groupe d’automitrailleuses. De fait, le char resta alors perçu uniquement comme une arme de soutien de l’infanterie. 
En 1936, un certain nombre de chars FIAT 3000 Mod. 21 prit part aux opérations en Afrique orientale italienne dans le cadre de la guerre déclenchée par l'Italie pour la conquête de l'Éthiopie et ces chars seront les premiers de la colonne qui pénétra dans la capitale Addis-Abeba.
L'armée éthiopienne disposait également de chars FIAT 3000 Mod.30 achetés les années précédentes, mais ces chars n'auront pas été d'une grande efficacité car ils n'étaient pas tous armés.
Au moment de l'entrée en guerre de l'Italie dans la seconde Guerre Mondiale, le 10 juin 1940, un certain nombre de chars FIAT 3000, rebaptisés L5/21 et L5/30, c'est-à-dire dans la nouvelle appellation de l'armée italienne, chars légers de 5 tonnes mod 21 et mod 30, étaient encore en service bien qu'obsolètes.
En 1943, à l'occasion du débarquement allié en Sicile, deux compagnies équipées de chars FIAT L5 étaient encore sur le front. Une des compagnies fut utilisée comme poste fixe enterré pour mitrailleuses tandis que la seconde sera détruite le 10 juillet au cours de la contre-attaque italienne pour récupérer la ville de Gela.

## Production
Le constructeur italien n'a jamais communiqué le nombre de ses ventes aux armées italienne et étrangères. Selon les archives de l'armée italienne il est avéré que le nombre de chars Fiat 3000 livrés était au moins de : 
- FIAT 3000 Mod.21  - plus de 100 exemplaires
- FIAT 3000 Mod.30  - 40 exemplaires

## Les pays utilisateurs
[réf. nécessaire]
- Afghanistan : Un seul exemplaire donné en 1928[2].
- Albanie
- Argentine
- Danemark
- Espagne
- Éthiopie
- Grèce
- Hongrie
- Japon
- Lettonie
- Union soviétique